# Жилмар
Жилмар дос Сантос Невес (порт. Gylmar dos Santos Neves, нар. 22 серпня 1930, Сантус — пом. 25 серпня 2013, Сан-Паулу) — бразильський футболіст, що грав на позиції воротаря. Дворазовий чемпіон світу з футболу у складі національної збірної Бразилії (у 1958 та 1962 роках). За версією IFFHS посів 11-е місце в переліку найкращих воротарів XX сторіччя.
На клубному рівні виступав за «Корінтіанс» та «Сантус», з якими вісім разів ставав переможцем Ліги Пауліста. Дворазовий володар Кубка Лібертадорес. Дворазовий володар Міжконтинентального кубка.

## Клубна кар'єра
Народився 22 серпня 1930 року в місті Сантус. Вихованець футбольної школи клубу «Жабачуара».
У дорослому футболі дебютував 1951 року виступами за команду клубу «Корінтіанс», в якій провів десять сезонів, взявши участь у 398 матчах чемпіонату. Більшість часу, проведеного у складі «Корінтіанс», був основним голкіпером команди.
У 1962 році перейшов до клубу «Сантус», за який відіграв 7 сезонів. Граючи у складі «Сантуса», також здебільшого виходив на поле в основному складі команди. Завершив професійну кар'єру футболіста виступами за команду «Сантус» у 1969 році.
Помер 25 серпня 2013 року на 84-му році життя у місті Сан-Паулу.

## Виступи за збірну
У 1953 році отримав свій перший виклик до національної збірної Бразилії, в офіційних матчах за яку дебютував двома роками пізніше, у 1955. Протягом кар'єри у національній команді, яка тривала 17 років, провів у формі головної команди країни 94 матчі, пропустивши 98 голів.
У складі збірної був учасником чемпіонату світу 1958 року у Швеції, на якому бразильці вперше стали найсильнішою командою світу. На чемпіонаті світу 1962 року у Чилі допоміг команді захистити цей титул. Також брав участь чемпіонату світу 1966 року, що проходив в Англії і на якому бразильці не змогли подолати стадію групового етапу.
Учасник чотирьох розіграшів Кубка Америки (на той час Чемпіонат Південної Америки з футболу): 1953 року в Перу (друге місце), 1956 року в Уругваї, 1957 року в Перу (друге місце), 1959 року (квітень) в Аргентині (друге місце).

## Титули і досягнення
- Переможець Ліги Пауліста (8):

«Корінтіанс»: 1951, 1952, 1954
«Сантус»: 1962, 1964, 1965, 1967, 1968
- Володар Кубка Лібертадорес (2):

«Сантус»: 1962, 1963
- Володар Міжконтинентального кубка (2):

«Сантус»: 1962, 1963
- Чемпіон світу (2):

1958, 1962
- Срібний призер Чемпіонату Південної Америки: 1953, 1957, 1959 (Аргентина)